# Sukia
Sukia fue una historieta vampírica erótica italiana dibujada por Nicola del Principe; su primera edición data de 1977. Se la considera como uno de los cómics de vampiros más populares de su país, contemporáneo a Jacula, Zora y Lucifera.

## Trayectoria editorial
Sukia fue editada por Edifumetto desde 1977 hasta fines de 1986, con un total de 153 números ordinarios y 6 extras.
En España fue publicada desde 1983 por ediciones Zinco (números 1 a 78) y continuada a partir de 1990 por Edicomic (números 79 a 101).